# Ochodaeus jatahyensis
Ochodaeus jatahyensis är en skalbaggsart som beskrevs av Eugène Benderitter 1912. 
Ochodaeus jatahyensis ingår i släktet Ochodaeus och familjen Ochodaeidae. Inga underarter finns listade i Catalogue of Life.